# Gerichtsvollzieher (Österreich)
Gerichtsvollzieher in Österreich sind die Bediensteten der Bezirksgerichte, deren Hauptaufgabe die Zwangsvollstreckung ist. In Österreich wird die in der Exekutionsordnung geregelte gerichtliche Vollstreckung auch Exekution genannt; daran angelehnt wird der Gerichtsvollzieher auch als „Exekutor“ bezeichnet. Die Bedeutungseinschränkung von Exekution („Durch-, Ausführung“, juristisch: obrigkeitliche Vollstreckung von Rechtstiteln) auf Hinrichtung (obrigkeitliche Vollstreckung eines Todesurteils) führte in den anderen deutschsprachigen Ländern dazu, dass der Ausdruck „Exekutor“ nicht mehr gebräuchlich ist.

## Aufgaben
Nach § 24 der Exekutionsordnung obliegt die Durchführung der Exekution im Regelfall dem zuständigen Gerichtsvollzieher. Gerichtsvollzieher sind Bedienstete der Justiz, die zum Personalstand des jeweiligen Oberlandesgerichtes gehören, ihren Dienst bei einem Bezirksgericht versehen und die die Prüfung für den Gerichtsvollzieherdienst absolviert haben. Der Oberbegriff des Vollstreckungsorgans bezeichnet die Gerichtsvollzieher und die Gerichtsbediensteten, die sonst im Einzelfall mit der Exekution betraut wurden.
Der Wirkungskreis der Gerichtsvollzieher ergibt sich im Wesentlichen aus den gesetzlichen Bestimmungen der Exekutionsordnung und umfasst u. a. folgende Tätigkeiten:
- Pfandweise Beschreibung von bücherlich nicht eingetragenen Liegenschaften
- Übergabe von Liegenschaften an den Verwalter zur Verwaltung
- Einziehung der Erträgnisse, die Übergabe von Liegenschaften an den einstweiligen Verwalter und dessen Einführung
- Vornahme der Beschreibung und Schätzung zu versteigernder Liegenschaften und ihres Zubehörs
- Übergabe von versteigerten Liegenschaften und des Zubehörs an den Ersteher durch Einführung in den Besitz unter allfälliger Entfernung von Personen und von unveräußerten beweglichen Sachen
- Pfändung beweglicher Sachen
- Einleitung der Verwahrung gepfändeter Gegenstände und allenfalls die Überstellung vor dem Verkauf in die Auktionshalle
- Wegnahme des bei der Pfändung vorgefundenen Bargelds sowie die
- Entgegennahme freiwillig geleisteter Zahlungen
- Bestimmung des Versteigerungstermins und die Vornahme der öffentlichen Versteigerung;
- Pfändung von Forderungen aus Wechseln, indossablen Papieren und dergl. durch Abnahme und gerichtlichen Erlag
- Abgabe der Übertragungserklärung bei Überweisung von Forderungen aus indossablen Papieren oder solchen Forderungen, deren Geltendmachung an den Besitz des über die Forderung errichteten Papiers gebunden ist, sowie die Übergabe des mit der Übertragungserklärung versehenen Papiers an den betreibenden Gläubiger
- Empfangnahme der vom Drittschuldner infolge Überweisung eines Anspruchs auf Herausgabe oder Leistung beweglicher körperlicher Sachen herausgegebenen Gegenstände
- Wegnahme von bestimmten beweglichen Sachen oder beweglichen Sachen bestimmter Gattung (Wertpapiere, Quantitäten von vertretbaren Sachen), die der Verpflichtete zu übergeben hatte, und die Wegnahme der Urkunden und Werkzeuge zum Zwecke der Übergabe von Sachen, die ihrer Beschaffenheit nach eine körperliche Übergabe nicht zulassen
- Entfernung von Personen und beweglichen Sachen und die Einführung des Gläubigers in den Besitz von Liegenschaften oder Teilen davon, Gegenständen des Bergwerkseigentums oder von Schiffen zur Durchführung des Anspruchs auf Überlassung oder Räumung solcher Sachen, die Ausfolgung von wegzuschaffenden beweglichen Sachen an den Verpflichteten oder dessen Angehörige und die Veräußerung dieser Sachen
- Unterstützung zur Beseitigung des Widerstandes des Verpflichteten gegen die Vornahme einer Handlung, die er zu dulden verpflichtet ist und zum Schutze einer auszuführenden Arbeit
- Vornahme der Vorführung oder Verhaftung
- Mitwirkung beim Vollzug einstweiliger Verfügungen
- Vornahme pfandweiser Beschreibungen der eingebrachten Fahrnisse des Mieters oder Pächters
- Errichtung des Inventars im Konkursverfahren
- Abnahme des Vermögensverzeichnisses
- Vornahme von Wegweisungen nach dem Gewaltenschutzgesetz
- Abnahme von Kindern und Pflegebefohlenen

## Beauftragung
Der Gerichtsvollzieher wird in Österreich im Auftrag des zuständigen Bezirksgerichts tätig. Der Gläubiger hat die Vornahme der jeweiligen Exekutionshandlungen, Fahrnisexekution (Exekution auf bewegliches Vermögen), bei Gericht zu beantragen. Der entscheidende Rechtspfleger erteilt mit der Exekutionsbewilligung den Auftrag an den Gerichtsvollzieher. Ab Erteilung dieses Vollzugsauftrages handeln die Gerichtsvollzieher zum großen Teil selbstständig und eigenverantwortlich, Weisungen der Exekutionsrechtspfleger kommen in der Praxis nur überaus selten vor.
Damit ist die Situation anders als in Deutschland, wo sich Gläubiger direkt an den Gerichtsvollzieher wenden.